# Liste der Baudenkmäler in Algund

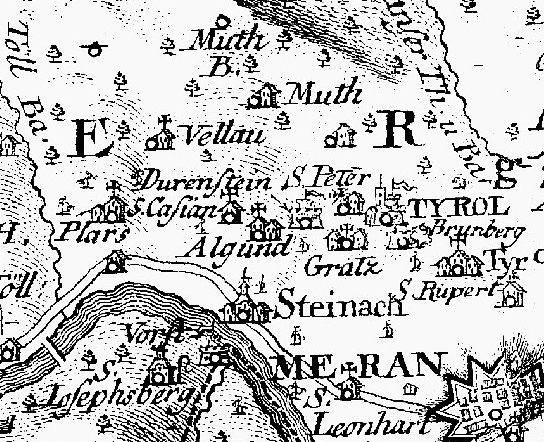
Algund im Atlas Tyrolensis 1774

Die Liste der Baudenkmäler in Algund (italienisch Lagundo) enthält die 21 als Baudenkmäler ausgewiesenen Objekte auf dem Gebiet der Gemeinde Algund in Südtirol.
Basis ist das im Internet einsehbare offizielle Verzeichnis der Baudenkmäler in Südtirol. Dabei kann es sich beispielsweise um Sakralbauten, Wohnhäuser, Bauernhöfe und Adelsansitze handeln. Die Reihenfolge in dieser Liste orientiert sich an der Bezeichnung, alternativ ist sie auch nach der Adresse oder dem Datum der Unterschutzstellung sortierbar.

## Liste
| Foto |                 | Bezeichnung                                                         | Standort                                                       | Eintragung                   | Beschreibung | Metadaten                                                       |
| ---- | --------------- | ------------------------------------------------------------------- | -------------------------------------------------------------- | ---------------------------- | --- | --------------------------------------------------------------- |
| ja   | Datei hochladen | Alte Pfarrkirche St. Hippolyt und St. Erhard mit Friedhof ID: 13703 | St.-Hippolyt-Straße 46° 41′ 15″ N, 11° 7′ 44″ O Fraktion: Dorf | 22. Okt. 1979 (BLR-LAB 6944) | | KG: Algund I Bauparzelle: 1 Grundparzelle: 1                    |
| ja   | Datei hochladen | Bindhofer ID: 13710                                                 | Steinachstraße 25 46° 40′ 55″ N, 11° 6′ 58″ O                  | 22. Okt. 1979 (BLR-LAB 6944) | Ansitzartiger Bau. Gewölbter Gang, Barockstube und Turmanbau aus dem 16. Jahrhundert mit dekorativen Renaissancemalereien im letzten Stock. Tarneller-Nr. 498                                      | KG: Algund I Bauparzelle: 118/1, 118/3, 118/5                   |
| ja   | Datei hochladen | Brückenkopf ID: 13716                                               | 46° 40′ 50″ N, 11° 6′ 57″ O                                    | 6. März 1989 (BLR-LAB 1256)  | Reste einer vermeintlichen Römerbrücke der Via Claudia Augusta, dendrochronologische Untersuchungen verweisen jedoch ins 15. Jahrhundert. 1909 mit der Bindhofer-Kapelle überbaut.                 | KG: Algund I Grundparzelle: 764                                 |
| ja   | Datei hochladen | Dominikanerkloster Maria Steinach mit Kirche ID: 13708              | Steinachstraße 18 46° 40′ 53″ N, 11° 7′ 14″ O                  | 22. Okt. 1979 (BLR-LAB 6944) | | KG: Algund I Bauparzelle: 100, 101, 102/2, 96, 97, 98           |
| ja   | Datei hochladen | Ehemaliges Wirtshaus an der Vichschaid ID: 50008                    | Alte Landstraße 44 46° 40′ 59″ N, 11° 7′ 22″ O                 | 18. Okt. 1999 (BLR-LAB 4562) | Historisches Gasthaus, heute (2012) „Zur blauen Traube“. 1454 erstmals erwähnt, 1515 als Wirtshaus. Tarneller-Nr. 526                                                                              | KG: Algund I Bauparzelle: 78                                    |
| ja   | Datei hochladen | Forst ID: 13719                                                     | 46° 40′ 42″ N, 11° 7′ 11″ O                                    | 11. Nov. 1951 (MD)           | auch Vorst; Burganlage aus dem 13. Jh. Tarneller-Nr. 2813 | KG: Forst Bauparzelle: 1                                        |
| ja   | Datei hochladen | Heiligkreuz in Vellau ID: 13714                                     | 46° 41′ 46″ N, 11° 6′ 58″ O                                    | 22. Okt. 1979 (BLR-LAB 6944) | St. Josef in Vellau | KG: Algund I Bauparzelle: 205                                   |
| ja   | Datei hochladen | Herz-Jesu-Kirche in Aschbach ID: 13718                              | 46° 38′ 36″ N, 11° 4′ 25″ O                                    | 22. Okt. 1979 (BLR-LAB 6944) | 1889 errichtet | KG: Algund II Bauparzelle: 34                                   |
| ja   | Datei hochladen | Josefsberg ID: 13720                                                | 46° 40′ 24″ N, 11° 6′ 43″ O                                    | 11. Nov. 1950 (MD)           | Tarneller-Nr. 2816 | KG: Forst Bauparzelle: 32,33                                    |
| ja   | Datei hochladen | Klostergarten des Dominikanerinnenklosters Maria Steinach ID: 50009 | 46° 40′ 53″ N, 11° 7′ 16″ O                                    | 6. Feb. 1995 (BLR-LAB 460)   | | KG: Algund I Bauparzelle: 738 Grundparzelle: 706, 707, 708, 709 |
| ja   | Datei hochladen | Kraftwerk auf der Töll ID: 13721                                    | 46° 40′ 44″ N, 11° 6′ 4″ O                                     | 10. Aug. 1987 (BLR-LAB 4785) | errichtet 1895–1898, Planung durch Oskar von Miller, Ausführung von Musch & Lun. | KG: Forst Bauparzelle: 38, 47                                   |
| ja   | Datei hochladen | Mair im Korn mit Johannes-Nepomuk-Kapelle ID: 13704                 | Mair-im-Korn-Straße 7 46° 41′ 3″ N, 11° 7′ 47″ O               | 22. Okt. 1979 (BLR-LAB 6944) | Tarneller-Nr. 559 | KG: Algund I Bauparzelle: 34                                    |
| ja   | Datei hochladen | Maria-Schnee-Kapelle in Aschbach ID: 13717                          | 46° 38′ 39″ N, 11° 4′ 17″ O                                    | 22. Okt. 1979 (BLR-LAB 6944) | erb. 1695 | KG: Algund II Bauparzelle: 22                                   |
| ja   | Datei hochladen | Prack ID: 13709                                                     | Marktgasse 2 46° 40′ 51″ N, 11° 7′ 8″ O                        | 22. Okt. 1979 (BLR-LAB 6944) | Turm erwähnt 1302, im Besitz derer von Tarant. Sonnenuhr, bezeichnet 1532 mit dem Familienwappen derer von Prack. Nach 1674 Eigentum des Dominikanerinnenkloster Maria Steinach. Tarneller-Nr. 503 | KG: Algund I Bauparzelle: 104/2, 105/1                          |
| ja   | Datei hochladen | Schnalshuber ID: 13713                                              | Oberplars 2 46° 41′ 10″ N, 11° 6′ 12″ O                        | 22. Okt. 1979 (BLR-LAB 6944) | bez. 1606 Tarneller-Nr. 462 | KG: Algund I Bauparzelle: 167                                   |
| ja   | Datei hochladen | St. Ulrich in Plars ID: 13712                                       | 46° 41′ 18″ N, 11° 6′ 8″ O                                     | 22. Okt. 1979 (BLR-LAB 6944) | | KG: Algund I Bauparzelle: 154                                   |
| ja   | Datei hochladen | Steinhuber ID: 13705                                                | Balthasar-Leiter-Straße 1 46° 40′ 54″ N, 11° 7′ 25″ O          | 22. Okt. 1979 (BLR-LAB 6944) | Erwähnt 1553 als "Neuwirt", später "Löwenwirt". Über dem Eingang Fresko von Peter Fellin. Tarneller-Nr. 517                                                                                        | KG: Algund I Bauparzelle: 69/1                                  |
| ja   | Datei hochladen | Töller ID: 13706                                                    | Alte Landstraße 36 46° 40′ 58″ N, 11° 7′ 29″ O                 | 22. Okt. 1979 (BLR-LAB 6944) | Der Töllerhof wurde 1481 vom Kloster Steingaden gekauft und verblieb bis zu dessen Auflösung 1803 in seinem Besitz. Tarneller-Nr. 529                                                              | KG: Algund I Bauparzelle: 76                                    |
| ja   | Datei hochladen | Villa Belvedere mit Park ID: 13715                                  | Mitterplars 28 46° 41′ 9″ N, 11° 6′ 23″ O                      | 10. Aug. 1987 (BLR-LAB 4785) | | KG: Algund I Bauparzelle: 243 Grundparzelle: 1055               |
| ja   | Datei hochladen | Warther ID: 13707                                                   | Steinachstraße 7 46° 40′ 50″ N, 11° 7′ 15″ O                   | 22. Okt. 1979 (BLR-LAB 6944) | Erwähnt 1317, Kauf durch das Kloster Steingaden 1578. An der Nordfassade Marmorrelief mit dem Wappen eines Steingadener Prälaten. Tarneller-Nr. 511                                                | KG: Algund I Bauparzelle: 90/1                                  |
| ja   | Datei hochladen | Zollbinder ID: 13711                                                | Mitterplars 11 46° 41′ 7″ N, 11° 6′ 50″ O                      | 22. Okt. 1979 (BLR-LAB 6944) | Tarneller-Nr. 489 | KG: Algund I Bauparzelle: 139                                   |

Falls bei einem Baudenkmal keine Koordinaten bekannt sind, werden ersatzweise die Katasterdaten zum Zeitpunkt der Unterschutzstellung angegeben. Diese sind weder offiziell noch zwingend aktuell.
Die vom Landesdenkmalamt übernommenen Adressen können veraltet sein.
| Foto:   | Fotografie des Denkmals. Klicken des Fotos erzeugt eine vergrößerte Ansicht. Daneben finden sich zwei Symbole: |
| ID      | Identifikator beim Südtiroler Landesdenkmalamt                                                                 |
| KG      | Katastralgemeinde                                                                                              |
| MD      | Ministerialdekret                                                                                              |
| BLR-LAB | Beschluss der Landesregierung – Landesausschussbeschluss                                                       |